# John Rich (regista)
John Rich (New York, 6 luglio 1925 – Los Angeles, 29 gennaio 2012) è stato un regista statunitense attivo nel cinema e nella televisione.
Ha diretto episodi delle serie televisive Colonel Humphrey Flack, I Married Joan, Gunsmoke, Bonanza, Gli eroi di Hogan, Where's Raymond?, Mister Ed, il mulo parlante, The Dick Van Dyke Show, Arcibaldo, I Jefferson, Maude, Good Times, Barney Miller, Bravo Dick, Benson, La famiglia Brady e L'isola di Gilligan. I suoi crediti cinematografici includono Tra moglie e marito, Boeing Boeing, Squadra d'emergenza, Il cantante del luna park e 3 "fusti", 2 "bambole" e... 1 "tesoro" (gli ultimi due interpretati da Elvis Presley). Ha anche partecipato alla trasmissione televisiva in diretta delle cerimonie del giorno di apertura di Disneyland nel 1955.
Ha vinto un Emmy per The Dick Van Dyke Show, due Emmy per Arcibaldo, due Golden Globe e un N.A.A.C.P. Image Award per Arcibaldo.
Negli anni '80, Rich e Henry Winkler hanno formato una società di produzione chiamata Henry Winkler / John Rich Productions e insieme hanno prodotto MacGyver per la Paramount Television.
Rich ha studiato all'Università del Michigan conseguendo un B.A. e un master in inglese.
Rich è morto il 29 gennaio 2012 dopo una breve malattia.

## Filmografia parziale

### Cinema
- Tra moglie e marito (Wives and Lovers) (1963)
- Squadra d'emergenza (The New Interns) (1964)
- Il cantante del luna park (Roustabout) (1964)
- Boeing Boeing (1965)
- 3 "fusti", 2 "bambole" e... 1 "tesoro" (Easy Come, Easy Go) (1967)

### Televisione
- Colonel Humphrey Flack- serie televisiva
- I Married Joan- serie televisiva
- Gunsmoke- serie televisiva
- Bonanza- serie televisiva
- Gli eroi di Hogan (Hogan's Heroes) - serie televisiva
- Where's Raymond? - serie televisiva
- Mister Ed, il mulo parlante (Mister Ed) - serie televisiva
- The Dick Van Dyke Show - serie televisiva
- Arcibaldo (All in the Family) - serie televisiva
- I Jefferson (The Jeffersons) - serie televisiva
- Maude - serie televisiva
- Good Times - serie televisiva
- Barney Miller - serie televisiva
- Bravo Dick (Newhart) - serie televisiva
- Benson - serie televisiva
- La famiglia Brady (The Brady Bunch) - serie televisiva
- L'isola di Gilligan (Gilligan's Island) - serie televisiva